# Anforología

Ánfora tipo Dressel 1B
Leyenda : 1 : borde - 2 : cuello - 3 : asa - 4 : hombro - 5 : vientre o cuerpo - 6 : pie.

La anforología incluye todos los informes y técnicas para el estudio de las ánforas, con el objetivo de mejorar el conocimiento arqueológico a través de ellas. Las ánforas fueron, por un lado, muy utilizadas en la antigüedad, ya que eran «el recipiente por excelencia para el transporte de aceites, vinos, salmueras, pescados y otras preparaciones». Por otro lado, son un testimonio de la vida económica de su época, a la vez que son de gran interés tanto ceramológico como cronológicamente.
El análisis y el creciente conocimiento de los sellos anfóricos, colocados en muchos de estos recipientes , sin duda con fines de control oficial, ha dado lugar a considerables progresos en la anforología, tanto en lo que respecta al origen de las ánforas como a su datación precisa.

## Generalidades
Es la naturaleza desechable de las ánforas lo que ha hecho su valor arqueológico para la anforología: excepto para su reutilización en la mampostería, una ánfora no ha sido reutilizada en un período diferente al de su fabricación y consumo. Los objetos de cerámica, los fragmentos de ánfora son casi indestructibles. A través del análisis químico, es posible encontrar su lugar de fabricación. La reconstrucción de la historia de la evolución de las formas de ánfora ha llevado a clasificaciones tipológicas que también corresponden a una cronología. A las formas de ánfora hay que añadir otros elementos tipológicos: sellos, llamados sellos anfóricos, impresos en la arcilla antes de la cocción o grabados o marcas pintadas. Así, las ánforas que llevan la marca de Sestius fueron producidas en Cosa en la Etruria romana y exportadas al sur de la Galia en la época de Cicerón.
La sustitución gradual del barril por ánforas a partir del siglo III, hizo desaparecer a veces una fuente preciosa para la escritura de la historia económica de la antigüedad. No obstante, el uso de las ánforas continuó en el período tardío, durante el último siglo del imperio Romano y los primeros siglos del imperio Bizantino, en particular en la cuenca oriental del Mediterráneo. El estudio de estas ánforas es relativamente reciente y se basa en el trabajo de John Riley, quien a principios del decenio de 1980 definió siete tipos de ánforas de la época romana tardía: Late Roman Amphoras (LRA1 à 7). La gran mayoría de estas ánforas tardías se utilizaron para contener vino, su estudio atestigua el dinamismo de este comercio en esa época y su organización en torno a Constantinopla y el comercio marítimo. Aunque las zonas de producción están cada vez mejor identificadas y las investigaciones han puesto de relieve los fenómenos de imitación, el estudio de las ánforas tardías está todavía en gran medida en sus comienzos.

## Tipología de las ánforas
La tipología más antigua y conocida es la de Heinrich Dressel, que data de la década de 1870 y que clasifica las antiguas ánforas de transporte: cada tipo o forma de ánfora —45 en total— se nombra por su nombre seguido de un número. La Tabla de Dressel, sigue siendo ampliamente válida hoy en día, aunque desde entonces se han establecido muchas otras nomenclaturas complementarias. Esta tipología se complementa con otra conocida serie tipológica del catalán-español Ricard Pascual i Guasch, que estudió las ánforas de la provincia de Tarragona y describía el tipo Pascual.

### Ánforas griegas
Las ánforas griegas son de varios tipos:
- Ánforas de transporte: rara vez están decoradas y contienen principalmente marcas útiles para su fabricación o comercio —sellos, ánforas, grafiti, dipinti—. Su pie es estrecho, el vientre es más o menos ovoide.
- Ánforas de cuello: tienen un cuello —más o menos alto— con dos asas laterales. El vientre es redondo.
- Ánforas nicosténicas: La panza ovoide es delgada, el pie es cilíndrico y las asas forman un semicírculo. Estas ánforas tienen una decoración muy pura, incluso inexistente, excepto en las asas donde se muestra un ligero relieve. Este tipo es el resultado del encuentro entre el arte etrusco y el griego.[11]
- Ánfora panatenaica: hechas con ocasión de las fiestas atenienses de los juegos Panateneas, se entregaban a los ganadores de los eventos deportivos. Estrictamente de los talleres de Ática, tienen un cuerpo ovoidal, un cuello y un pie estrechos y asas finas. Hay que señalar que la decoración es solamente en cerámica de figuras negras.[12]

### Ánforas de la época romana
A partir de un fragmento de ánfora, un arqueólogo puede datar, a menudo, en unas pocas décadas de diferencia, pero a veces con mucha más precisión, la capa  estratigráfica donde se encontró el fragmento, o la época de los restos de la nave que lo contenía. Así, las ánforas del período romano tienen nombres y números que permiten a los arqueólogos encontrarlas en la tipología y fecharlas. Estos nombres a menudo se refieren a los eruditos que establecieron la cronología —Dressel, Pascual— o al origen del ánfora —Galia—. Las ánforas Dressel 1a y 1b son típicas de las ánforas vinícolas del final de la República Romana, así como las ánforas conocidas como Dressel 2-4, datan del final de la República Romana y el comienzo del Imperio romano. La de galia o Gauloise 4 es un ánfora de fondo plano, que corresponde al auge del comercio del vino galo. Las ánforas de Dressel 20 corresponden a ánforas de aceite.

## Sellos anfóricos

### Generalidades
Los sellos ánforicos, son una marca que se colocaba en ciertas ánforas y en ciertas ciudades. En este sello se puede encontrar información variada: el origen del ánfora, nombres propios, símbolos o emblemas, el mes y el año, la magistratura.
El término «sello» se utiliza porque los sellos de ánfora se obtenían de matrices —ahora extintas— que se aplicaban a la arcilla cruda de las ánforas antes de ser cocidas. Han sido objeto de publicaciones que los enumeran, según normas precisas, para permitir su estudio.
Dentro de la anforología, el estudio de los sellos anfóricos se está convirtiendo cada vez más en una disciplina separada del estudio de las ánforas propiamente dichas. Esta última se ocupa de fuentes generalmente silenciosas, y esencialmente trata de dar cuenta de la circulación de bienes en el mundo antiguo, así como de proporcionar elementos de datación. Por otra parte, el estudio de los sellos de ánfora, que utiliza documentos escritos y figurativos, puede alcanzar los mismos objetivos con mayor precisión, al tiempo que permite adquirir conocimientos originales sobre la organización política, económica y social de las ciudades antiguas, e incluso sobre su vida religiosa y artística.
Un trabajo fundamental fue llevado a cabo por la americana Virginia Grace, que reunió en la Escuela Americana de Estudios Clásicos de Atenas una documentación extremadamente importante, que comprende unas 150.000 ánforas y fragmentos de ánforas, la mayoría de ellas con sus sellos. Su almacenamiento y explotación fue emprendido por un proyecto norteamericano, AMPHORAS, dirigido por C. Koehler de la Universidad de Maryland, Baltimore, y el doctor Matheson de la Universidad de Toronto.

### Sellos anfóricos griegos
La colección de sellos anfóricos griegos comenzó en el Mar Negro ya en la primera mitad del siglo XIX; pero solamente poco antes de mediados del siglo XX dejó de ser iniciativa de unos pocos eruditos y se convirtió en una verdadera especialidad, con Boris Nikolaevič Grakov y Virginia Grace.
En la Unión de Repúblicas Socialistas Soviéticas, Boris Grakov coleccionó unos 32.000 sellos de ánfora antes de 1955, mientras que la americana Virginia Grace realizó un estudio sistemático de la estampación, sus características y su propósito. Se centró en la datación de las ánforas, en particular las series de Rodio, Cnidio y Tasiano.
Durante el decenio de 1980 se determinó que entre el siglo V a. C. y el siglo I a. C., unas treinta ciudades griegas tenían la costumbre de estampar algunas —no todas sistemáticamente— de sus ánforas, ya sea en una de las asas, o a veces en el cuello —rara vez en otro lugar—, mediante un sello. El estudio cada vez más especializado y metódico de estos sellos ha sido una fuente de considerables progresos en el conocimiento de las ánforas griegas.
Los sellos anfóricos griegos son muy variables y pueden tener una amplia gama de 
indicaciones:
- nombres, abreviaturas, monogramas, fechas, incluso la capacidad del ánfora;
- varios motivos conocidos como «emblemas», cuyo estudio se ha desarrollado considerablemente en la actualidad.[21]

Los especialistas en anforología se han aplicado, sobre estas bases, a establecer los lugares donde se fabricaron las ánforas, a comprender el contenido de las inscripciones de los sellos en las ánforas y a fechar las ánforas. Para este último trabajo, los nombres de los fabricantes y los nombres de los magistrados en funciones en ese momento son particularmente valiosos, ya que a menudo permiten una datación precisa entre un plazo de diez años.
Más recientemente, la anforología griega ha avanzado considerablemente gracias a las investigaciones realizadas en los talleres que produjeron las ánforas, prestando especial atención al estudio de sus «vertederos» —lugares donde se eliminaban los desechos—, ya que estos ofrecen una visión exhaustiva de su producción. De este modo se pudo completar el conocimiento de la producción de los grandes centros como Mende, y constatar que más de cincuenta ciudades griegas —mucho más de lo que se pensaba anteriormente— producían ánforas.
El análisis de los sellos anfóricos griegos ha avanzado lo suficiente como para dar una buena idea de su finalidad: se trataba probablemente de marcas oficiales, colocadas probablemente por iniciativa de los magistrados de las ciudades griegas, que permitían a los verificadores comprobar no el contenido, sino el contenedor. Dado que solamente se estampó una parte de las ánforas, cabe suponer que esta verificación de su capacidad no se llevó a cabo en toda la producción, sino únicamente en muestras tomadas al azar de la línea de producción. Sin embargo, la comprobación de la pre-cocción tenía desventajas, ya que el funcionamiento del horno necesariamente cambiaba el volumen del ánfora. Esta reducción de volumen fue probablemente estimada.

## Anforología y conocimiento de la historia económica
Una de las contribuciones originales de la anforología es su contribución al conocimiento y la comprensión de los flujos comerciales y la historia económica de las civilizaciones y países interesados. Esta comprensión también está en el centro de los objetivos de la anforología en su conjunto, a través del conocimiento de los lugares de producción y circulación de las ánforas.